# Marie-Luise Näth
Marie-Luise Näth (* 30. Januar 1944 in Rerik/Mecklenburg) ist eine deutsche Politikwissenschaftlerin, Historikerin und Autorin, die insbesondere über Geschichte und Politik der Volksrepublik China und der Republik China (Taiwan) forscht und publiziert.

## Leben
Marie-Luise Näth ist Tochter einer aus dem ostfriesischen Leer stammenden Mutter und eines im Zweiten Weltkrieg gefallenen Berufssoldaten aus Korschen in Ostpreußen. Nach dem Besuch der Mittelschule Auf dem Ehnern in Oldenburg in Niedersachsen, die Marie-Luise Näth 1960 mit der Mittleren Reife abschloss, besuchte sie das Gymnasium Graf-Anton-Günther-Schule in Oldenburg und legte dort im Jahr 1963 das Abitur ab.
Sie studierte von 1963 bis 1968 an der Freien Universität in Berlin die Fächer Politikwissenschaft, Neuere Geschichte sowie russische und chinesische Sprache. Das Studium beendete sie als Diplom-Politologin. 1968/69 arbeitete sie als Forschungsassistentin innerhalb eines von der Ford Foundation geförderten amerikanisch-deutschen Forschungsprojekts zur Selbstverwaltung in Taiwan. Es folgte 1969/70 ein Aufenthalt als Research Fellow am Institute of International Relations an der National Chengchi University in Taipeh verbunden mit einem Sprachtraining am Mandarin Training Center der National Normal University in Taipeh, wiederum gefördert durch ein Stipendium der Ford Foundation.
Marie-Luise Näth war von 1971 bis 1973 Wissenschaftliche Mitarbeiterin an der Arbeitsstelle „Politik Chinas und Ostasiens“ am Otto-Suhr-Institut der Freien Universität Berlin. 1972 wurde sie dort bei Richard Löwenthal und Alexander Schwan mit der Arbeit Chinas Weg in die Weltpolitik – Die nationalen und außenpolitischen Konzeptionen Sun Yat-sens, Chiang Kai-sheks und Mao Tse-tungs zum Dr. phil. promoviert. Die Arbeit stelle den
„Versuch dar, die nationalen und außenpolitischen Vorstellungen jener drei zentralen Führerpersönlichkeiten vergleichend zu entwickeln, die Chinas Revolution und Chinas Weg von einer im Inneren zerbrochenen und von äußeren Mächten beherrschten ‚Supermacht vergangener Jahrhunderte‘ zu einem selbstbewußten und wieder eigenständig handelnden politischen Subjekt unseres Jahrhunderts maßgeblich beeinflußt und Chinas Weg in die Weltpolitik konzeptionell bestimmt haben. Großzügige Unterstützung habe [die Autorin] von der Ford-Stiftung sowie von den Mitarbeitern des Institute of International Relations (Republik China) und des Union Research Institute (Hongkong) erhalten.“
Von 1973 bis 1977 arbeitete Marie-Luise Näth als Assistenzprofessorin an der Freien Universität Berlin. Von 1978 bis 1988 nahm sie Lehraufträge an der Universität des Saarlandes in Saarbrücken sowie an den Universitäten Trier und Kiel wahr.
Im Sommer- und Wintersemester 1981 übernahm sie die Vertretung eines Lehrstuhls am Institut für Politikwissenschaft der Universität Trier. 1982/83 war sie Wissenschaftliche Mitarbeiterin am Forschungsprojekt „Wechselverhältnisse von wirtschaftlicher Entwicklung und politischer Struktur in Südost- und Ostasien“ der Universität Trier. 1984 und 1985 war sie Gastprofessorin an der Tamkang-Universität in Taipeh, an der sie in den Jahren 1986 bis 1988 auch Sommerkurse abhielt.
Von 1973 bis 1999 verbrachte Marie-Luise Näth alljährlich mindestens die in Deutschland vorlesungsfreie Zeit in den Ländern Süd-, Südost- und Ostasiens mit dem Schwerpunkt im chinesischsprachigen Raum, Singapur, Hongkong, Taiwan und von 1975 an der Volksrepublik China sowie in den USA.
Von 1995 bis 1999 war Marie-Luise Näth Geschäftsführerin am Institute for the Relations of Europe with Non-European Areas (IRENA) an der Europäischen Akademie Otzenhausen (EAO) im Saarland. 2004 bis 2010 beteiligte sie sich an Aufbau und Durchführung eines Masterstudienganges „Europäisches Verwaltungsmanagement“ im Fernstudium an der Fachhochschule für Verwaltung des Saarlandes (FHSV).
Eine Rezension der 1995 erschienenen Arbeit Die Volksrepublik China in Deutschland. Wahrnehmungen, Wissenschaftskonzeptionen und Wirklichkeiten bezeichnet Marie-Luise Näth 1995 als eine „als China-Expertin vielfach ausgewiesene Autorin“. Harro von Senger setzt sich in einer 1994 erschienenen Besprechung des 1992 in Koautorenschaft mit Jürgen Domes verfassten Buchs Geschichte der Volksrepublik China sehr kritisch mit dem Werk auseinander, resümiert aber, es könne einem Leser „dank seiner knappen Darstellung wichtigster Sachinformationen und insbesondere auch wegen der schonungslosen Offenlegung von Schattenseiten in der Geschichte der VR China wertvolle Dienste leisten“. Die Rezension eines anderen Autors behandelt The Republic of China on Taiwan in International Politics von 1998 und führt aus, Marie-Luise Näth habe „extensive experience of Chinese studies“. Changshan Li schreibt 2010, unter der Überschrift für die China-Forschung „bedeutende deutsche Autoren“, Marie-Luise Näth sei eine China-Expertin, deren Forschungsarbeit über die chinesische Außenpolitik für die China-Forschung von besonderer Bedeutung sei. In der Vorstellung des von ihr herausgegebenen Werkes von Laszlo Ladany: Law and legality in China, the testament of a China-watcher wird sie bei WorldCat als „distinguished German sinologist“ bezeichnet.
Marie-Luise Näth war mit dem Politikwissenschaftler Jürgen Domes verheiratet und lebt in Niedersachsen im Residenzort Rastede bei Oldenburg.

## Veröffentlichungen (Auswahl)
- China und die USA: Vom totalen Feindverhältnis zur politischen Gegnerschaft. In: Marie-Luise Näth (Hrsg.): China und die Welt. (= Schriftenreihe der Niedersächsischen Landeszentrale für Politische Bildung – Neue Weltmacht China. Band 5). Hannover 1972.

- (mit Jürgen Domes) Die Außenpolitik der Volksrepublik China. Eine Einführung. (= Studienbücher zur auswärtigen und internationalen Politik. Band 7). Bertelsmann Universitätsverlag, Düsseldorf 1972.

- Redaktion (und Beiträge Das außenpolitische Instrumentarium: Klassische Diplomatie und Revolutionäre Strategie. S. 165–187; und Chinas Verhältnis zu den Staaten Süd- und Südostasiens. S. 287–308) Die Außenpolitik Chinas: – Entscheidungsstruktur – Stellung in der Welt – Beziehungen zur Bundesrepublik Deutschland. (= Schriftenreihe des Forschungsinstituts der Deutschen Gesellschaft für Auswärtige Politik). Oldenbourg-Verlag, München 1975, ISBN 3-486-44221-X.

- Die Außenpolitik der VR China: Talleyrand redivivus? in: Jürgen Domes: China nach der Kulturrevolution. Politik zwischen zwei Parteitagen. (= Uni-Taschenbücher. Band 424). UTB für Wissenschaft, 1975, ISBN 3-7705-1211-1, in Englisch: China after the Culture Revolution, with a contribution by Marie-Luise Näth (The foreign policy of the People's Republic of China: Talleyrand redivivus?) University of California Press, Berkeley / Los Angeles 1977, ISBN 0-520-03064-8.

- Chinas Weg in die Weltpolitik – Die nationalen und außenpolitischen Konzeptionen Sun Yat-sens, Chiang Kai-sheks und Mao Tse-tungs. (= Beiträge zur auswärtigen und internationalen Politik. Band 7). De Gruyter-Verlag, Berlin / New York 1976, ISBN 3-11-004737-3, Reprint: De Gruyter-Verlag, 2019, ISBN 978-3-11-083595-3, (Link zum herunterladbaren Digitalisat und Link zum auszugsweisen Digitalisat)

- Strategie und Taktik der chinesischen Außenpolitik, Schriftenreihe der Niedersächsischen Landeszentrale für Politische Bildung, Neue Weltmacht China, Band 9, Hannover 1978

- Staatsinteresse und Ideologie in der Außenpolitik der Volksrepublik China. In: Hannelore Horn (Hrsg.): Sozialismus in Theorie und Praxis. Festschrift für Richard Löwenthal, de Gruyter, Berlin / New York 1978, ISBN 3-11-007221-1, S. 347–372.

- Die Entwicklung der amerikanisch-chinesischen Beziehungen seit 1972 – Hintergründe, Probleme, Perspektiven. Berichte des Bundesinstituts für Ostwissenschaftliche und Internationale Studien. Band 36, Bundesinstitut für Ostwissenschaftliche und Internationale Studien, Köln 1979 (hier herunterladbar)

- Nationalismus und Kommunismus in der Volksrepublik China. In: Heinrich August Winkler (Hrsg.): Nationalismus in der Welt von heute (= Geschichte und Gesellschaft. Sonderheft 8). Göttingen 1982.

- China und Indien im Entspannungsdialog. In: Asien. (= Deutsche Zeitschrift für Politik, Wirtschaft und Kultur. Nr. 2). Januar 1982, (Digitalisat)

- Die Außenpolitik der Volksrepublik China. In: Wichard Woyke (Hrsg.): Netzwerk Weltpolitik. Großmächte, Mittelmächte und Regionen und ihre Außenpolitik nach dem Zweiten Weltkrieg. Leske + Budrich, Darmstadt 1989, ISBN 3-8100-0649-1.

- (mit Jürgen Domes) Geschichte der Volksrepublik China. (= Meyers Forum. Band 5). BI-Taschenbuch-Verlag, Mannheim / Leipzig / Wien / Zürich 1992, ISBN 3-411-10191-1.

- Herausgeberin: Laszlo Ladany: Law and legality in China, the testament of a China-watcher. University of Hawaii Press, Honolulu 1992, ISBN 0-8248-1473-8 und C. Hurst & Co. Publishers Ltd., London 1992, ISBN 1-85065-136-1.[12]

- (mit Jürgen Domes) China im Aufbruch – Darstellung, Analyse und Dokumente der Frühjahrskrise 1989 in der Volksrepublik China. Peter Lang, Europäischer Verlag der Naturwissenschaften, Frankfurt am Main / Berlin / Bern / New York / Paris / Wien 1995, ISBN 3-631-42807-3.

- Die Volksrepublik China in Deutschland – Wahrnehmungen, Wissenschaftskonzeptionen und Wirklichkeiten. (= Saarbrücker Politikwissenschaft. Band 19). Peter Lang Europäischer Verlag der Wissenschaften, Frankfurt am Main / Berlin / Bern / New York / Paris / Wien 1995, ISBN 3-631-47646-9.

- Herausgeberin: Communist China in Retrospect: East European Sinologists Remember the First Fifteen Years of the PRC. (= Saarbrücker Politikwissenschaft. Band 17). Peter Lang, Internationaler Verlag der Wissenschaften, Frankfurt am Main / Berlin / Bern / New York / Paris / Wien 1995, ISBN 3-631-47648-5.

- Die Bundesrepublik Deutschland und Taiwan: Eine entwicklungsbedürftige Beziehung? In: Gunter Schubert, Axel Schneider (Hrsg.): Taiwan an der Schwelle zum 21. Jahrhundert. Gesellschaftlicher Wandel, Probleme und Perspektiven eines asiatischen Schwellenlandes. (= Mitteilungen des Instituts für Asienkunde. 270). Institut für Asienkunde Hamburg 1996, ISBN 3-88910-174-7.

- Herausgeberin: The Republic of China on Taiwan in International Politics. (= Saarbrücker Politikwissenschaft. Band 23). Peter Lang, Europäischer Verlag der Naturwissenschaften, Frankfurt am Main / Berlin / Bern / New York / Paris / Wien 1998, ISBN 3-631-31443-4.

- Politik und Menschenrechte. In: Gregor Paul und Caroline Y. Robertson-Wensauer (Hrsg.): Traditionelle chinesische Kultur und Menschenrechtsfrage, (= Schriften des Instituts für Angewandte Kulturwissenschaft (IAK) der Universität Karlsruhe. Band 3). 2. unveränderte Auflage. Nomos Kulturwissenschaft, Baden-Baden 1998, ISBN 3-7890-5482-8.

- Die Überseechinesen in der sozialwissenschaftlichen Forschung. In: Hui-wen von Groeling-Che, Dagmar Yü-Dembski (Hrsg.): Migration und Integration der Auslandschinesen in Deutschland. (= Abhandlungen für die Kunde des Morgenlandes. Band LVI. Band 2). Harrassowitz-Verlag, Wiesbaden 2005, ISBN 3-447-05163-9.